# Sol (cantora)
Sandra Fátima do Valle Reis conhecida como Sol, (Florianópolis, 12 de novembro de 1955 – São Paulo, 12 de julho de 2025), foi uma cantora brasileira.

## Carreira
Nascida em Florianópolis em 1955, era cantora, compositora, dançarina e bacharel em Direito.
Sol ganhou destaque na década de 1980 com músicas como "Meu Gatinho" (lançada em 1981), "Sonho Colorido" e "Professor de Amor". Em 1989, lança o álbum "Sol - Lambada Sabor Tropical", ganhando projeção televisiva no Brasil, em um estilo musical e artístico que a posicionou como concorrente de Gretchen, e a levou a fazer shows no Japão, país em que viveu por quase 20 anos.
Considerada como sex symbol nos anos 80, também foi apelidada de "Musa do Imperador" devido ao sucesso, em especial no Japão.
Apresentou-se em vários programas de televisão, especialmente programas de auditório como Silvio Santos e Clube do Bolinha.

## Morte
Em 12 de julho de 2025, ela participaria de um evento em Suzano, às 15h, mas foi encontrada já sem vida pelo proprietário da casa em que morava, no Campo Limpo (Zona Sul de São Paulo), por volta do meio-dia. A Secretaria da Segurança Pública e o Serviço de Atendimento Móvel de Urgência (SAMU) confirmaram a morte no local.
O laudo do IML apontou como causa da morte de Sol como um mal súbito.